# Stéphane Metzger

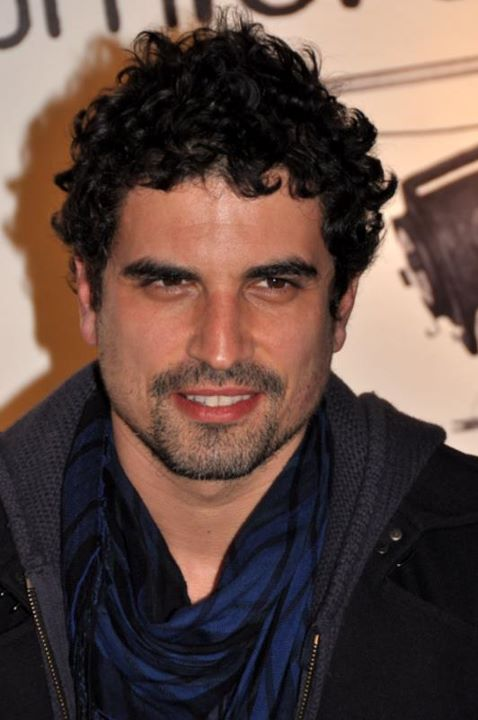
Stéphane Metzger (2012)

Stéphane Metzger (* 2. April 1973 in Paris, Frankreich) ist ein französischer Schauspieler.

## Biografie
Im Alter von 17 Jahren begann Stéphane Metzger als Theaterschauspieler. Anschließend studierte er Schauspiel am Conservatoire national supérieur d’art dramatique. Anschließend spielte er erneut Theater und debütierte 1997 in den Jan Kounens Krimi Doberman und Mathieu Kassovitz’ Krimi-Drama Mörder auf der Leinwand. Seit 2006 ist er als Spurensicherer Malik Berkaoui in der Krimiserie R.I.S. Police scientifique auf dem französischen Fernsehsender TF1 zu sehen.

## Filmografie (Auswahl)
- 1997: Doberman
- 1997: Mörder (Assassin(s))
- 1998: Männer sind auch nur Frauen (L’Homme est une femme comme les autres)
- 1999: Die Frau auf der Brücke (La Fille sur le pont)
- 2003: Michel Vaillant
- 2004: 36 tödliche Rivalen (36 Quai des Orfèvres)
- 2004: Hochzeiten und andere Katastrophen (Le plus beau jour de ma vie)
- 2005: Die Liebe ist kein Würfelspiel (Parlez-moi d'amour)
- seit 2006: R.I.S. Police scientifique (Fernsehserie)
- 2006: Science of Sleep – Anleitung zum Träumen (La Science des rêves)
- 2007: Die Schatzinsel (L'île au(x) trésor(s))